# Посёлок Металлистов
Металлистов — посёлок в Калининском районе Тверской области. Относится к Михайловскому сельскому поселению.

## География
Расположен в 16 км к северу от Твери, на железнодорожной линии «Дорошиха—Васильевский Мох» (остановочный пункт Завод Метиз).

## Население
| 2010 |
| ---- |
| 1757 |

Население по переписи 2010 — 1757 человек, 1585 мужчин, 172 женщины. Большинство мужчин — заключённые колонии (по состоянию на 2015—1442 человека). Численность непосредственно жителей посёлка составляет примерно 324 человека (2008).

## Инфраструктура
В посёлке расположена мужская ИК-10 УФСИН.